# Wilhelm Mangold (teolog)
Wilhelm Julius Mangold, född den 20 november 1825 i Kassel, död den 1 mars 1890 i Bonn, var en tysk teolog.
Mangold studerade teologi i Halle, Marburg och Göttingen, för bland andra Tholuck och Henke, samt blev extra ordinarie professor i teologi 1857 i Marburg samt ordinarie 1872 i Bonn. Mangold gjorde sig känd som framstående bibelkritiker, som dock tog bestämt avstånd från den så kallade Tübingenskolan. Bland hans skrifter kan nämnas Die Irrlehrer der Pastoralbriefe (1856), Der Römerbrief und seine geschichtlichen Voraussetzungen (1884) och 32 Predigten gehalten in den Jahren 1846-1882 (1891).